# بیلکووکو
بیلکووکو (به لهستانی:  Bielkówko) یک روستا در لهستان است که در گمینا کولبوده واقع شده‌است. بیلکووکو ۷۶۳ نفر جمعیت دارد.